# Henry Fillmore
Henry Fillmore (* 3. Dezember 1881 in Cincinnati; † 7. Dezember 1956 in Miami) war ein US-amerikanischer Komponist, Posaunist und Kapellmeister.

## Leben
Fillmore wurde als ältestes von fünf Kindern eines Musikverlegers geboren. Er sang als Kind im Kirchenchor, spielte Gitarre, Geige und Flöte und ein wenig Klavier, begeisterte sich aber bald für die Posaune, die von seinem Vater als Instrument der Straßenmusiker abgelehnt wurde. Nach dem Besuch der Schule und des Junior College studierte er für kurze Zeit Posaune bei Charles Kohlman und Komposition bei John Broekhoven am Cincinnati Conservatory.
Die Mitarbeit im Geschäft seines Vaters beendete er 1905 nach einem Zerwürfnis mit diesem wegen seiner Vorliebe für Blasmusik, die sein Vater geringschätzte. Er heiratete eine Showtänzerin und wurde als Musiker und Kapellmeister des Lemon Brothers Circus engagiert. 1910 kehrte er in den Verlag seines Vaters zurück und betätigte sich nebenher als Posaunenlehrer und Musiker. Mit den Blasmusikwerken, die Fillmore nun vermehrt schrieb, erzielte der Verlag bedeutenden wirtschaftlichen Erfolg, sodass die geistliche Musik, die den eigentlichen Schwerpunkt bildete, nach und nach aufgegeben wurde. Von 1921 bis 1926 leitete er die Syrian Temple Shrine Band, dann gründete er eine eigene, außerordentlich erfolgreiche Band. Wegen gesundheitlicher Probleme zog er sich 1938 nach Miami zurück, betreute aber noch das Blasorchester der University of Miami, arbeitete als Gastdirigent und veranstaltete Musikwettbewerbe. Nachdem sich seine Gesundheit gebessert hatte, widmete er sich dem Aufbau des Schulorchesterwesens in Florida; er gründete Dutzende von Blasorchestern und war zudem Präsident des amerikanischen Blasmusikverbandes American Bandmasters Association.

## Werk
Fillmore war ein äußerst produktiver Komponist und zählte neben Karl L. King und John Philip Sousa zu den bedeutendsten Marschkomponisten der Vereinigten Staaten. Neben 250 eigenen Werken, darunter allein 113 Märsche, komponierte er um die 750 Arrangements und verfasste Lehrbücher und Lehrmaterialien für junge Musiker. Er veröffentlichte seine Werke auch unter den Pseudonymen Harold Bennett, Al Hayes, Will Huff, Gus Beans, Ray Hall, Harry Hartley und Henrietta Moore. Er wurde bekannt als Showman Supreme und Father of the “Trombone Smear”; unter „Trombone Smears“ verstand man Ragtime-Kompositionen für Posaune. Den Rag Lassus Trombone nahm John Philip Sousa mit seiner Band in sein festes Repertoire auf; Fillmore verfasste aber noch 14 weitere Stücke desselben Charakters, deren Titel oftmals aufeinander Bezug nehmen und die als „Trombone Family“ verlegt wurden.

### Bekannte Werke (Auswahl)
- The Circus Bee, Marsch
- Rolling Thunder, Marsch
- The Klaxon, Marsch
- His Honour, Marsch
- King Karl King, Marsch
- Miss Trombone (A Slippery Rag), Ragtime
- Teddy Trombone (A Brother to Miss Trombone), Ragtime
- Lassus Trombone (The Cullud Valet to Miss Trombone), Ragtime
- Military Escort, Marsch (als Harold Bennett)